# Bewsia biflora
Bewsia biflora là một loài thực vật có hoa trong họ Hòa thảo. Loài này được (Hack. ex Schinz) Gooss. mô tả khoa học đầu tiên năm 1941.